# Sky News
Sky News（スカイ・ニュース）はスカイが運営するニュース専門局。同名のチャンネルがオーストラリアとニュージーランドにあるがこの項目ではイギリスについて記載する。

## 概要
Sky Newsはロンドンに拠点を置く24時間ニュース専門チャンネルであり、1989年2月5日の午後6時に放送を開始した。Sky Newsは米CNNに対抗するために作ったとニューズ・コープのルパート・マードックが述べている。Channel Fiveのニュースの際にもSky Newsの映像提供を行っている。
スカイはSky One、Sky Two、Sky Newsなどのチャンネルをヴァージン・メディアに提供していたが、2007年2月の契約更新交渉ではヴァージンからスカイが値段を吊り上げていると指摘され、交渉は暗礁に乗り上げた。その後、ヴァージンとスカイの非難合戦を経て、2007年3月1日に契約が正式に終結、Sky Newsのあったヴァージンの602チャンネルは午前1時直後に放送が終了し、「Sky Snooze try BBC」とのメッセージのみが表示されるようになった。ヴァージンがスカイに対し訴訟を提起したのち、両者の交渉が進み、2008年11月4日に13日での放送再開が合意された。

## 日本での放送
1997年8月1日、スカイパーフェクTV!（現スカパー!プレミアムサービス（標準画質））でニューズ・コーポレーションとソフトバンクが立ち上げた衛星放送プラットフォーム「JスカイB」系の番組供給会社・スカイエンターテイメント（現ジェイ・スポーツ）で放送開始。2000年3月31日、同社の再編に伴い放送終了している。前述の通り日本でのテレビ放送は2000年春に終了したが、YouTubeでsky NEWS Internationalをライブストリーミング視聴することが出来る。なお、このsky NEWS Internationalは権利の関係で、CMやスポーツニュースが英国内向け版と差し替えられて放送されている。